# Tazzari Zero
Tazzari Zero è un quadriciclo elettrico a due posti prodotto dall'azienda metalmeccanica italiana Tazzari. Si tratta di una vettura concepita, progettata e prodotta interamente in Italia ad Imola con carrozzeria chiusa ed aperta stile spider.

## Contesto
La vettura venne presentata virtualmente nel 2008 attraverso divulgazioni virtuali tramite rete internet, e viene presentata ufficialmente al pubblico in veste definitiva nel 2009, durante il Motorshow di Bologna.
Si tratta di una vettura a due posti, omologata come quadriciclo pesante (L6e), l'alimentazione e la trazione è totalmente elettrica ed è caratterizzata da peso contenuto, come del resto lo sono anche le dimensioni.

## Caratteristiche

### Estetica
Per (stile, ergonomia e volumi) la vettura è orientata verso un target giovanile e presenta una natura sportiveggiante. I volumi sono molto ridotti, soprattutto quello anteriore che è privo dell'ingombro del motore (ma contiene le batterie); tuttavia la carrozzeria ha una forma tradizionale, due volumi netti, parabrezza poco rastremato; il risultato formale finale infatti è molto razionale e si discosta dalla concezione di sportivo. La vettura è caratterizzata da tagli netti di superficie: come quello di cintura, che percorre tutta la fiancata, e la forma del finestrino laterale che danno molta dinamicità all'estetica dell'auto. A marcare anche la sportività della vettura è la scelta dei contrasti cromatici fra il corpo carrozzeria e il padiglione, la sporgenza delle minigonne e dei passaruota bombati. Nonostante le tre viste ortogonali siano molto evidenti, caratteristico delle vetture fino ai primi anni novanta, il raccordo fra il frontale e la fiancata risulta molto ampio, il risultato rimane comunque un po' "schiacciato" ma ciò è dovuto perlopiù alle dimensioni ridotte della vettura e non dalla sua architettura strutturale.
Il frontale è caratterizzato da una mascherina, priva di fori di aerazione, in materiale polimerico di colore nero, nella quale vengono inglobati i gruppi ottici anteriori. I gruppi ottici anteriori non hanno una forma dedicata, ma sono costituiti unicamente dai faretti di illuminazione, soluzione usata per abbattere i costi di progettazione e produzione. La mascherina in materiale plastico invece permette una notevole libertà di disposizione degli elementi di illuminazione, senza andare a riprogettare la carrozzeria della vettura, ma semplicemente modificando la mascherina stessa, che comporta un costo assai più economico rispetto alle altre parti della carrozzeria. Una soluzione analoga è stata utilizzata anche nel posteriore, dove i gruppi ottici sono costituiti da elementi di illuminazione a led. La vettura viene venduta con cerchi in lega leggera di diverso raggio (dai 15 ai 18), tutti però sovradimensionati in proporzioni alle dimensioni dell'auto che è di 2880 mm.

### Tecniche
Caratterizzata dall'assenza di un cambio, essendo monomarcia tramite riduttore differenziale, la vettura utilizza batterie agli ioni di Litio che permettono un'autonomia di 140 km. Il motore (asincrono trifase in posizione centrale abbinato a una trazione posteriore) sprigiona una potenza di libretto di 15 KW e una coppia massima di 150Nm; la vettura raggiunge i 50 km/h da ferma in 5 secondi circa e una velocità massima di 100 km/h. Il telaio è interamente in alluminio, prodotto a Imola (come del resto tutta la vettura) da una delle aziende controllate dal gruppo Tazzari. La vettura è settabile in 4 modalità di guida.

## Versioni
La Tazzari Zero viene venduta in 4 versioni distinte, 3 di queste differiscono quasi esclusivamente nel tipo di allestimento, la quarta invece è la versione spider denominata Speedster.

### Zero Speedster per i 150 anni dell'Unità d'Italia
Nel 2011, in occasione del 150º anniversario dell'Unità d'Italia, è stata presentata la versione "scoperta" della Zero; tale versione differisce per l'assenza del tettuccio, che può essere completamente tolto o sostituito da uno in tela e i montanti anteriori (e roll bar trasversale) irrobustiti.